# Thornton (West Yorkshire)
Thornton – wieś w Anglii, w hrabstwie ceremonialnym West Yorkshire, w dystrykcie metropolitalnym Bradford. Leży 20 km na zachód od miasta Leeds i 279 km na północny zachód od Londynu.